# Aberaman South
Aberaman South är en community i Rhondda Cynon Taf i Wales.  Den bildades 1 december 2016 genom att Aberaman community delades upp på Aberaman North och Aberaman South.